# Карнобат (община)
Карнобат (болг. Община Карнобат) — община у Болгарії. Входить до складу Бургаської області. Населення становить 25 424 особи (станом на 1 лютого 2011 р.). Адміністративний центр громади — однойменне місто.